# Genk (stacja kolejowa)
Genk (ned: Gare de Dinant) – stacja kolejowa w Genk, w prowincji Limburgia, w Belgii. 
Dworzec pochodzi z 1979 roku, kiedy linia 21 Landen-Hasselt została przedłużona do Genk za pośrednictwem istniejącego odcinka linii kolejowej 21A Hasselt-Boxbergheide i nowej linii kolejowej z Boxbergheide nr 21D. Rozbudowa została wykonana dla osób dojeżdżających do Leuven i Brukseli z Genk i wschodnich rejonów prowincji Limburgia. Początkowo celem było przedłużenie linii kolejowej aż po Maastricht, ale ponieważ budowa ta wymuszała wyburzanie gęstej zabudowy w Genk, plany te zostały zarzucone z powodu dużych kosztów.
Jest to dworzec czołowy, który posiada poczekalnię na poziomie ziemi, natomiast perony znajdują się na wiaduktach. Budynek dworca został zbudowany w 1979 roku według projektu architekta Jacques Devincke.
W 2010 roku Rada Miasta Genk przedłożyła wniosek, aby zmienić nazwę stacji na Genk Centrum. Pozwoli to uniknąć nieporozumień, jak dworzec Heis przemianowany w Genk Bokrijk.

## Linie kolejowe
- 21D Boksbergheide - Genk